# تالادگا اسپرینگ (آلاباما)
تالادگا اسپرینگ (به انگلیسی: Talladega Springs) یک شهر در ایالات متحده آمریکا است که در شهرستان تالادیگا، آلاباما واقع شده‌است. تالادگا اسپرینگ ۳٫۲۲ کیلومتر مربع مساحت و ۱۶۶ نفر جمعیت دارد و ۱۳۱ متر بالاتر از سطح دریا قرار دارد.